# Emplekton
Emplèkton (in greco antico: ἔμπλεκτον?) indica al contempo una tecnica edilizia e un materiale da costruzione impiegato nella realizzazione di una particolare tipologia di opere murarie dell'antica Grecia, attestata in epoca ellenistica. Mostra affinità con l'opus caementicium, tecnica edilizia dell'architettura romana.

## Tecnica dell'emplèkton
Si tratta di una aggregazione di due materiali eterogenei, terra e pietre irregolari, con cui veniva riempito lo spazio tra i due paramenti verticali di un muro.
L'utilizzo di questa tecnica affidava al conglomerato una duplice funzione: 
- riempire degli spazi vuoti del muro, tra i paramenti e tra le singole pietre
- sfruttare la funzione legante, tra gli elementi del muro, offerta dal consolidamento della terra.

La tecnica, descritta da Vitruvio e Plinio, trova esempi frequenti nelle sopravvivenze archeologiche. L'emplekton, ad esempio, era utilizzato nel riempimento delle mura ciclopiche dell'acropoli di Atene, al Pireo, a Pergamo, a Mileto. La stessa tecnica di riempimento può essere osservata in opere murarie del quartiere meridionale di Elea-Velia e anche nella città di Vibo Valentia, in Calabria.
La tecnica descritta si riferisce alla forma più semplice. In altri casi la struttura a emplekton era resa più solida mediante l'inclusione, nei due paramenti, di alcuni blocchi con il lato corto a vista (diatoni): in questo modo, il lato lungo del diatono, ortogonale al paramento, era immerso nell'impasto di riempimento, a cui rimaneva più stabilmente connesso.

## Altri usi terminologici
Nella terminologia archeologica, si parla di emplekton, anche al di fuori dell'ambito dell'architettura greca, per riferirsi genericamente ad analoghe tecniche riempitive con materiale incoerente. È il caso, ad esempio, del materiale di riempimento usato dai Celti nella realizzazione del murus gallicus, un tipico baluardo difensivo dell'architettura di quei popoli, di cui abbiamo una precisa descrizione in Giulio Cesare (De bello Gallico, VII, 23), confermata da ritrovamenti archeologici.
La particolare struttura dell'emplecton ha dato il nome a un minerale, l'emplectite.